# Barleria merxmuelleri
Barleria merxmuelleri är en akantusväxtart som beskrevs av P. G. Meyer. Barleria merxmuelleri ingår i släktet Barleria och familjen akantusväxter. Inga underarter finns listade i Catalogue of Life.